# Jochem Ahmann
Jochem Ahmann, eigentlich Johannes Jochem Ahmann, (* 23. September 1957 in Herten) ist ein deutscher Künstler und Designer, der in den Bereichen Installation, Malerei, Zeichnung, Fotografie und Performance tätig ist.

## Leben
Nach dem Abitur 1978 am Gymnasium Petrinum in Recklinghausen studierte Ahmann an der Fachhochschule Dortmund bei Pitt Moog und Hartmut Böhm und machte 1985 seinen Abschluss als Diplom-Designer.
1984 war Jochem Ahmann Mitbegründer des Komitee für optisch-akustische Interaktion. Im Komitee machten Bildende Künstler und Freejazzer wie u. a. Dietrich Rauschtenberger, Martin Blume oder Peter Brötzmann interaktive Performances.
1985 gründete Ahmann die Produzentengalerie 365 in Berlin zusammen mit Stefan Micheel, H. S. Winkler, Georg Glückman und Suwan Laimanee.
Von 1991 bis 1999 war er Mitglied der Gruppe für Gestaltung – gfg um Rolf Glasmeier, Gelsenkirchen. 1991 gründete er zusammen mit dem Schriftsteller Jürgen Schimanek die Fegefeuer-Press in Gelsenkirchen und gestaltete verschiedene Buchkunstobjekte.
Etwa seit 1995 war Ahmann als Gestalter und Designer im Bereich Messe-/Ladenbau/TV-Produktionen/Gastronomie tätig.
Ahmann war für die künstlerische Gestaltung von Messeständen unter anderem bei der Euroshop´96, Düsseldorf, der Cebit ’97, Hannover, der Beauty ’97, Düsseldorf, der IFA ’97, Berlin, der VENUS ’97, Berlin und der Cebit ’98, Hannover zuständig.
Als künstlerischer Gestalter von Clubs und Diskotheken machte sich Jochem Ahmann seit 1996 einen Namen in der Szene. Von 2021 bis 2023 unterrichtete er an der Gesamtschule Seilersee in Iserlohn.

## Diskotheken/Clubs (Auswahl)
- 1996 Planet, Bochum
- 1997 Robespierre, Bochum – Drum beat boat 2000, popkomm, Köln
- 1998 Krokodil, Hamm – FZW / Freizeitzentrum West, Dortmund
- 2001 Turbinenhalle Oberhausen, areas blade und cosmo – old daddy, Haltern -
- 2002 Turbinenhalle, Oberhausen – old daddy, Duisburg – saints, Oberhausen – Anton´s Bierkönig, Dortmund
- 2003 angel, Haltern – FZW / Freizeitzentrum West, Dortmund – Oberbayern´s Anton, Bochum
- 2004 Oberbayern´s Anton, Duisburg
- 2005 Anton´s Bierkönig, Essen
- 2006 Megaparc, Soest – Turbinenhalle, Oberhausen
- 2007 Megaparc, Gütersloh
- 2008 Joys, Lippstadt

## Förderungen, Preise und Stipendien
- 1992 Transfer-Stipendium in Antwerpen/Belgien, Sekretariat für gemeinsame Kulturarbeit, Wuppertal und Kultusministerium des Landes Nordrhein-Westfalen
- 1992 bis 1993 Internationales Atelierprogramm Künstlerhaus Bethanien, Berlin
- 1994 Preisträger Märkisches Stipendium für Bildende Kunst, Bildhauerei
- 1993 Projektförderung Gesellschaft zur Förderung der westfälischen Kulturarbeit, Münster
- 2009 Projektförderung Landschaftsverband Westfalen-Lippe, LWL
- 2015 Gastatelier Cité Internationale des Arts Paris[1]

Ahmann war von 1987 bis 1997 Vorsitzender des Vestischen Künstlerbundes mit Sitz in der Kunsthalle Recklinghausen. Auf seine Anregung hin stellte die Stadt Recklinghausen das leerstehende Kutscherhaus dem Vestischen Künstlerbund und dem Kunstverein Recklinghausen für eine gemeinsame Nutzung zur Verfügung. 1989 hatten Ferdinand Ullrich, Direktor der Städt. Museen Recklinghausen und Jochem Ahmann den in Agonie liegenden historischen Kunstverein Recklinghausen aufgelöst und im Herbst 1989 den aktuellen Kunstverein Recklinghausen zusammen mit Martin Bartel und Sigurd Evers ins Leben gerufen.
1997 erfolgte Ahmanns Berufung in den Deutschen Werkbund, 2000 die Aufnahme in den Westdeutschen Künstlerbund und 2009 die Aufnahme in den Deutschen Künstlerbund. Seit 2014 ist Ahmann Mitglied im Verein der Düsseldorfer Künstler von 1844 und im Verein zur Veranstaltung von Kunstausstellungen e. V.
Jochem Ahmann ist seit 2002 Vorstandsmitglied im Westdeutschen Künstlerbund und war von 2007 bis 2014 im Vorstand des Deutschen WerkbundNW ehrenamtlich tätig.
Seit 1987 arbeitete Ahmann immer wieder als Dozent an verschiedenen Instituten (u. a. FFFZ: Film Funk Fernseh Zentrum der Evangelischen Kirche im Rheinland, Düsseldorf, Westfälische Theaterspielschule Recklinghausen, Figurentheater-Kolleg Bochum). Seit 2009 ist er Dozent für Experimentelles Gestalten und Freie Malerei an der Sommerakademie der Freien Akademie der Bildenden Künste Essen, fadbk. 2010 hatte Ahmann einen Lehrauftrag in Professurvertretung an der Hochschule Bochum/FB Architektur im Fach Grundlagen der Gestaltung. Seit 2012 ist er Dozent an der Sommerakademie am Rothaarsteig, Siegen. Seit dem Wintersemester 2015/2016 bis 2019 hat Ahmann einen Lehrauftrag für Malerei an der Ruhrakademie, Schwerte innegehabt.
Jochem Ahmann lebt seit 1988 in Bochum.

## Ausstellungen (Auswahl)
- 1985: Zeche Unser Fritz, Herne – Wanne
- 1987: Kunstpreis junger westen, Kunsthalle Recklinghausen
- 1989: 3 Generationen, Eigenbesitz Kunsthalle Recklinghausen
- 1989: Kunstverein Pictura, Dordrecht / NL
- 1990: Märkisches Stipendium für Bildende Kunst, Städtische Galerie Lüdenscheid
- 1991: InterArt, Sokolniki-Halle, Moskau / UdSSR
- 1991: forum junger kunst, Kunsthalle zu Kiel, Städtische Galerie Wolfsburg, Museum Bochum
- 1991: Ida Gerhardi-Preis, Städtische Galerie Lüdenscheid
- 1993: Transfer, Sint-Pietersabdij Gent / Belgien, Goethe-Institut Brüssel / Belgien
- 1993: Märkisches Stipendium für Bildende Kunst, Städtische Galerie Lüdenscheid
- 1993: toys are us, Künstlerhaus Bethanien, Berlin
- 1994: Transfer, Kunsthalle Recklinghausen, Musee des Beaux Arts, Charleroi / Belgien
- 1994: OnEITHERside, Kunsthalle t´Elzenveld, Antwerpen / Belgien
- 1994: Intermezzo, Jordan-Galerie, Wilnsdorf
- 1995: Galerie Annick Ketele, Antwerpen / Belgien
- 1995: Pearls Vol.II, Stiftung Starke, Löwenpalais, Berlin
- 1996: Mit fliegenden Fahnen...durch die Zeit, Flottmann-Hallen, Herne
- 2000: Bewegliche Lettern, Galerie der Stadt Remscheid
- 2001: mega-pearls, Galerie weisser elefant, Berlin
- 2002: Übersicht – Westdeutscher Künstlerbund, Museum Bochum
- 2002: grenzgänge, 25 Jahre Märkisches Stipendium, Museum Lüdenscheid
- 2004: unsupportable reality, M.C. Kurlionis National Museum of Art, Kaunas / Litauen, Telsiai Exposition Hall, Telsiat / Litauen, Klaipėda / Litauen
- 2006: Still&Konsequent, Sammlung Uwe Obier, Museum für Gegenwartskunst, Siegen
- 2007: JETZT! Künstler im Deutschen Werkbund, Zeche Unser Fritz, Herne-Wanne
- 2009: Umfeldarbeit, Projektraum Deutscher Künstlerbund, Berlin
- 2009: Götterwind – KU 28 Akademiegalerie, fadbk Essen
- 2009: alles verspielt – Flottmann-Hallen, Herne
- 2010: Transposition – Werkbundkünstler über Grenzen, Viehmarktthermen, Trier
- 2011: Wortgewand – Sprache in der Kunst, Museum der Stadt Bad Berleburg
- 2011: Kunstwerfen – Situatives Brachland Museum, Bochum
- 2012: Wortgewand – Sprache in der Kunst, Städtische Galerie Herne, Städtische Galerie Haus Seel, Siegen, Kunstmuseum Gelsenkirchen
- 2012: gebietsweise – mit Ulrich Langenbach, KU 28 Akademiegalerie, fadbk Essen
- 2012: Werkbundtag 2012, werk bund. Interdisziplinäres Kunstprojekt. "RheinSCHIENE & WarenSTROM. Zukunftswerkstatt Kulturlandschaft, Koblenz, Landesmuseum Koblenz – Festung Ehrenbreitstein
- 2013: Große Düsseldorfer Kunstausstellung, Museum Kunstpalast im Ehrenhof
- 2013: wir wieder hier – Jahresausstellung Westdeutscher Künstlerbund, Kunstmuseum Bochum
- 2013: aus Ernst wird Spaß – das ironische in der Kunst, Projektraum Deutscher Künstlerbund, Berlin
- 2013: Wortgewand – Sprache in der Kunst, Galerie Meno parkas, Kaunas/Litauen, Stadtmuseum Beckum
- 2014: International Watercolor Biennial, Ciurlionis National Art Museum, Kaunas/Litauen
- 2014: short_hand_made, Grindelallee, Hamburg
- 2015: song of sirens – Cité Internationale des Arts Paris
- 2016: sopwith camel – Emschertal-Museum Herne, Städtische Galerie
- 2016: Seemannsgrab – Kulturbahnhof Kreuztal
- 2016: 7th International Exhibition of Watercolour "Aquabiennale 2016, City Exhibition Hall Petrozavodsk,Russland
- 2017: InDiscreet – The Problem of Intimicy, Ausstellungshalle Am Hawerkamp, Münster
- 2017: >Heimat ?<, Projektraum Deutscher Künstlerbund, Berlin
- 2017: unrelated – until now, Kutscherhaus Recklinghausen
- 2017: Bønner – Recipes with beans – Konsthallen S:ta Anna, Vagnhärad, Schweden
- 2018: … mit ihren Pferden und Kötern – Kunstverein Bochumer Kulturrat
- 2017: InDiscreet – The Problem of Intimicy, Kutscherhaus Recklinghausen
- 2018: Still ruht die See und weitere Abgründe – Haus Herbede, Witten
- 2019: Stiftung Starke/Löwenpalais Berlin – Jubiläumsausstellung
- 2019: Sichtweiten-Westdeutscher Künstlerbund, Osthaus Museum Hagen + Städtische Galerie Iserlohn
- 2019:  Flüchtige Entwürfe –  Projektraum Deutscher Künstlerbund, Berlin
- 2019: InDiscreet-The Problem of Intimicy, Stadtmuseum Hattingen
- 2020: Feld, Wald und Wiese - preis des vestischen künstlerbundes 2020, Kutscherhaus Recklinghausen
- 2021:  Künstler in Bochum,Kunstmuseum Bochum